# Isola Rossa (Monte Argentario)
L'Isola Rossa è una piccola isola del Mar Tirreno, situata di fronte alla costa sud-occidentale del Monte Argentario. La denominazione dell'isola è conferita dal colore degli scogli che la caratterizzano.
La piccola isola, priva di strutture architettoniche, è il luogo di sosta e nidificazione per gabbiani, oltre ad essere uno dei più noti e ambiti luoghi di immersione della zona.